# Centro Cultural Manuel da Fonseca
O Centro Cultural Manuel da Fonseca é um edifício na vila de Ferreira do Alentejo, no Distrito de Beja, em Portugal.

## Descrição e história
O edifício é utilizado na organização de vários eventos, como festas e conferências. Por exemplo, em 2005 albergou um colóquio sobre a escassez de água, no âmbito da VIII Feira do Regadio, em Junho de 2019 foi ali apresentado o Plano Estratégico de Desenvolvimento da Câmara Municipal de Ferreira do Alentejo, e em 2024 albergou a conferência Alterações climáticas, seca e recursos hídricos. Em 2014 foi um dos locais da vila onde foram organizados os festejos comemorativos da Revolução de 25 de Abril de 1974, que incluíram a inauguração da intervenção artística Estranhos familiares, executada na parede do edifício por Hugo Lucas. Em termos de eventos culturais, destaca-se o concerto Ambientes Musicais: O Piano, um Instrumento Multifacetado da pianista húngara Kinga Somogyi, em 2023, realizado como parte do Festival Terras sem Sombra. Nesse ano também foi ali organizada uma exposição sobre o ilustrador António Fernando dos Santos. Em 1998 foi um dos palcos da campanha eleitoral da Coligação Democrática Unitária no distrito de Beja.
O centro cultural foi construído no local onde se situava o edifício original do mercado da vila, que aquando da Revolução de 25 de Abril de 1974 já era insuficiente para a procura e sofria de problemas de conservação. A comissão administrativa, que tomou posse após a revolução, construiu um novo mercado noutro local, como parte de um programa de desenvolvimento do concelho.
Em 1989 foi inaugurado o cinema no interior do centro cultural, tendo o primeiro filme sido o Amadeus. Não foi a primeira sala de cinema na vila, uma vez que na década de 1970 estava em funcionamento o Cine Ferreirense, situado na Rua Capitão Mouzinho.
Em 16 de Junho de 2017, foram reiniciadas as sessões de cinema no centro cultural, após a introdução de novos equipamentos, num investimento aproximado de 40 mil euros. Em 5 de Fevereiro de 2020, o jornal Tribuna Alentejo noticiou que a autarquia iria fazer a reabilitação do centro cultural para a instalação da Universidade Popular de Ferreira do Alentejo, que iria funcionar nas salas do edifício, obra que iria custar cerca de 167 mil euros, parcialmente financiados por fundos comunitários.